# 小枝守
小枝 守（こえだ まもる、1951年7月29日 - 2019年1月21日）は、日本の高校野球指導者。東京都生まれ。日本大学第三高等学校、拓殖大学紅陵高等学校野球部監督を歴任し、日本高等学校野球連盟技術・振興委員を務めた。

## 人物
- 日本大学第三高等学校を経て、1974年3月、日本大学文理学部卒業。1976年から1981年まで日本大学第三高等学校野球部監督として甲子園出場。1982年より、拓殖大学紅陵高等学校野球部監督を務め、同校を春・夏合わせて9回甲子園出場に導いている。
- 1992年の夏の甲子園（第74回全国高等学校野球選手権大会）においては、智弁和歌山、佐世保実業、池田、尽誠学園に勝利した。決勝では西日本短大付に惜しくも敗れたものの、準優勝を成し遂げた。また、同大会において初戦から準決勝まで4人の異なる投手が勝ち投手になるという長い甲子園の歴史の中でも史上初の快挙を達成した。
- 2014年4月26日、同年夏の大会を以て野球部監督を退任することが発表された。
- 2016年4月27日、同年8月30日から9月4日まで台湾で開催される第11回 BFA U-18アジア選手権大会の侍ジャパンU-18代表監督に就任が決定。任期は2年で、カナダで開催される2017 WBSC U-18ワールドカップまで指揮を執った。
- 2019年1月21日午前9時7分、肝細胞癌のため東京都の病院で死去。67歳没[1]。

## 甲子園戦績

### 日大三
- 全国高等学校野球選手権大会（夏の大会）：0勝1敗
  - 1979年 1回戦敗退（●4-5天理）

### 拓大紅陵
- 選抜高等学校野球大会（春の大会）：4勝4敗
  - 1984年 ベスト8（○9-3智弁学園、○10-2法政二、●0-6PL学園）
  - 1986年 2回戦敗退（○8-0洲本、●4-7新湊）
  - 1996年 1回戦敗退（●8-9東邦）
  - 2004年 2回戦敗退（○6-0一関一、●4-6福岡工大城東）
- 全国高等学校野球選手権大会（夏の大会）：6勝5敗
  - 1984年 2回戦（初戦）敗退（●0-5鹿児島商工）
  - 1986年 3回戦敗退（○4-0岩国商、●0-1東洋大姫路）
  - 1988年 3回戦敗退（○10-1松山商、●3-4浜松商）
  - 1992年 準優勝（○4-3智弁和歌山、○2-0佐世保実、○2-1池田、○5-4尽誠学園、●0-1西日本短大付）
  - 2002年 1回戦敗退（●0-6智弁学園）

## 指導した主な選手
- 小川博文 - 元プロ野球選手（オリックス・ブルーウェーブ-横浜ベイスターズ）
- 飯田哲也 - 元プロ野球選手（ヤクルトスワローズ-東北楽天ゴールデンイーグルス）
- 佐藤幸彦 - 元プロ野球選手（千葉ロッテマリーンズ）
- 高橋憲幸 - 元プロ野球選手（日本ハムファイターズ）
- 和田孝志 - 元プロ野球選手（千葉ロッテマリーンズ）
- 鈴木秀範  - 元社会人野球選手、日本製鉄かずさマジック監督
- 知野公昭 - 元プロ野球選手（横浜大洋ホエールズ）
- 小林敦司 - 元プロ野球選手（広島東洋カープ）
- 多田昌弘 - 元プロ野球選手（広島東洋カープ）
- 立川隆史 - 元プロ野球選手（千葉ロッテマリーンズ-阪神タイガース）、元K-1ファイター（キックボクサー）、現野球解説者
- 手嶌智 - 元プロ野球選手（千葉ロッテマリーンズ）
- 大木貴将 - 元プロ野球選手（千葉ロッテマリーンズ）
- 加藤貴之 - プロ野球選手（日本ハムファイターズ）

## 著書
- 『球児に響く言葉力』（2018年：竹書房）